# Pier Antonio Panzeri
Pier Antonio Panzeri (ur. 6 czerwca 1955 w Rivolta d'Adda) – włoski polityk, działacz społeczny, eurodeputowany.

## Życiorys
Z wykształcenia ekonomista, opublikował kilka pozycji książkowych z tej dziedziny (Le Tre Europe dei Diritti – per una corresponsabile integrazione europea, Il lavoratore fuori garanzia, La democrazia economica). W latach 1995–2003 jako sekretarz generalny kierował Izbą Pracy w Aglomeracji Mediolańskiej. Zajmował się organizowaniem i wykonywaniem misji humanitarnych, w tym w Belém i na terenie byłej Jugosławii. Był obserwatorem problemów izraelsko-palestyńskich na Zgromadzeniu Ogólnym ONZ. Współpracował z władzami m.in. Mediolanu i Barcelony w ramach międzynarodowego projektu dotyczącego rozwoju ekonomicznego i społecznego.
W 2004 uzyskał mandat posła do Parlamentu Europejskiego z ramienia koalicyjnego Drzewa Oliwnego. Przystąpił do Grupy Socjalistycznej w PE oraz w Komisji Zatrudnienia i Spraw Socjalnych. Był członkiem Demokratów Lewicy. Od 2007 działa w powstałej z połączenia kilku centrolewicowych ugrupowań Partii Demokratycznej. W 2009 i w 2014 był ponownie wybierany do Europarlamentu, zasiadając w nim do 2019.
W 2017 opuścił PD, dołączając do nowo powołanego lewicowego ugrupowania pod nazwą Artykuł 1 – Ruch Demokratyczny i Postępowy.
W grudniu 2022 został zatrzymany przez funkcjonariuszy belgijskiej policji w ramach prowadzonego przez Europejski Urząd ds. Zwalczania Nadużyć Finansowych śledztwa dotyczącego korumpowania m.in. polityków przez przedstawicieli Kataru. W związku z zarzutami korupcyjnymi sąd aresztował go wraz z m.in. wiceprzewodniczącą PE Ewą Kaili. Natomiast we Włoszech na podstawie europejskiego nakazu aresztowania dokonano aresztowania jego żony i córki.

## Odznaczenia
- Oficer Orderu Alawitów (Maroko, 2014)[7]